# Wrath of the Tyrant
Wrath of the Tyrant demoalbum je norveškog black metal-sastava Emperor objavljen 11. srpnja 1992. godine.

## Popis pjesama
Tekstovi: Mortiis, glazba: Samot i Ygg.
| 1.    | »Introduction« (instrumental)  | 0:45 |
| 2.    | »Ancient Queen«                | 3:17 |
| 3.    | »My Empire's Doom«             | 4:34 |
| 4.    | »Forgotten Centuries«          | 2:51 |
| 5.    | »Night of the Graveless Souls« | 2:56 |
| 6.    | »Moon over Kara-Shehr«         | 4:25 |
| 7.    | »Witches Sabbath«              | 5:41 |
| 8.    | »Lord of the Storms«           | 2:10 |
| 9.    | »Wrath of the Tyrant«          | 3:58 |
| 30:37 |                                |      |

## Zasluge
Emperor
- Samot – bubnjevi, prateći vokali (pjesma 7.), glazba
- Mortiis – bas-gitara, klavijature (pjesme 7., 9.), tekstovi
- Ygg – vokali, gitara, glazba

Ostalo osoblje
- Tchort – model omota
- Christophe Szpajdel – logotip